# Pseudouridine synthase
Les pseudouridine synthases sont une famille d'isomérases qui catalysent les réactions :
résidu d'uridine d'ARN ribosomique  {\displaystyle \rightleftharpoons }  résidu de pseudouridine d'ARN ribosomique ;
résidu d'uridine d'ARN de transfert  {\displaystyle \rightleftharpoons }  résidu de pseudouridine d'ARN de transfert.
Par exemple, l’ARNt pseudouridine synthase I (TruA), ou ARNt pseudouridine38-40 synthase (EC 5.4.99.12), isomérise l'uridine en pseudouridine en position 38, 39 et 40 d'à peu près tous les ARN de transfert.
Il existe une grande variété de pseudouridine synthases, qui se distinguent par la nature de l'ARN traité et par la position et le nombre de résidus d'uridine isomérisés :
| Enzyme                                         | N° EC        |
| ---------------------------------------------- | ------------ |
| ARNt pseudouridine38-40 synthase               | EC 5.4.99.12 |
| ARNr 16S pseudouridine516 synthase             | EC 5.4.99.19 |
| ARNr 23S pseudouridine2457 synthase            | EC 5.4.99.20 |
| ARNr 23S pseudouridine2604 synthase            | EC 5.4.99.21 |
| ARNr 23S pseudouridine2605 synthase            | EC 5.4.99.22 |
| ARNr 23S pseudouridine1911/1915/1917 synthase  | EC 5.4.99.23 |
| ARNr 23S pseudouridine955/2504/2580 synthase   | EC 5.4.99.24 |
| ARNt pseudouridine55 synthase                  | EC 5.4.99.25 |
| ARNt pseudouridine65 synthase                  | EC 5.4.99.26 |
| ARNt pseudouridine13 synthase                  | EC 5.4.99.27 |
| ARNt pseudouridine32 synthase                  | EC 5.4.99.28 |
| ARNr 23S pseudouridine746 synthase             | EC 5.4.99.29 |
| ARNt pseudouridine31 synthase                  | EC 5.4.99.42 |
| ARNr 21S pseudouridine2819 synthase            | EC 5.4.99.43 |
| ARNt mitochondrial pseudouridine27/28 synthase | EC 5.4.99.44 |
| ARNt pseudouridine38/39 synthase               | EC 5.4.99.45 |